# Rotwandkopf (Schlierseer Berge)
Der Rotwandkopf, wohl auch Alte Rotwand genannt, ist ein 1858 m ü. NHN hoher Gratgipfel auf dem Westgrat der Rotwand in den Schlierseer Bergen. Im weiteren Gratverlauf folgt nach einem Knick nach Norden der Lämpersberg und der Taubenstein.
Auf den Rotwandkopf führt kein Weg. Früher hat sich dort ein Gipfelkreuz befunden, das mittlerweile nicht mehr vorhanden ist.